# Porte-de-Paris Cemetery
Porte-de-Paris Cemetery is een Britse militaire begraafplaats gelegen in de Franse plaats Cambrai (Noorderdepartement). De begraafplaats wordt onderhouden door de Commonwealth War Graves Commission.
De begraafplaats telt 118 geïdentificeerde graven waarvan 112 Gemenebest graven uit de Eerste Wereldoorlog en 6 overige graven uit de Eerste Wereldoorlog.